# Józef Makólski (poseł)
Józef Franciszek Makólski (ur. 2 października 1858 w Laskowie, zm. 17 marca 1945 w Kamiennej) – polski ziemianin, polityk i działacz społeczny, poseł na Sejm III kadencji w II RP z ramienia Stronnictwa Narodowego.

## Życiorys
Ukończył studia na Wydziale Fizyko-Chemicznym Uniwersytetu w Petersburgu.  
Po ukończeniu studiów pracował w majątkach ziemskich. Był uczestnikiem strajku szkolnego 1905 – został aresztowany za wprowadzanie języka polskiego do szkół i urzędów w powiecie piotrkowskim. W 1906 został skazany na 2 miesiące więzienia za przewodniczenie wiecowi wójtów. W tym samym roku został wybrany delegatem kurii ziemiańskiej z powiatu piotrkowskiego, którego zadaniem było wyłonienie posłów do I Dumy Państwowej Imperium Rosyjskiego. Był właścicielem majątku ziemskiego Kamienna. Organizator miejscowego kółka rolniczego. Członek Rady Głównej Towarzystwa Rolniczego Piotrkowskiego. Był radcą Zarządu Głównego Towarzystwa Kredytowego Ziemskiego oraz prezesem komitetu wykonawczego oddziału piotrowskiego Banku Ziemiańskiego w Warszawie.  
Po odzyskaniu niepodległości został przewodniczącym sejmiku i członkiem wydziału powiatowego w Piotrkowie. Był członkiem Związku Ludowo-Narodowego i Stronnictwa Narodowego. W wyborach w 1930 uzyskał mandat poselski z listy nr 4 (Lista Narodowa) w okręgu wyborczym nr 18 (Piotrków Trybunalski). W Sejmie zasiadł w Klubie Narodowym.

## Rodzina
Był synem Walentego Makólskiego, ziemianina, i Marii Anastazji Góreckiej h. Poraj. Ożenił się z Felicją Romaną Józefą Płonczyńską. Jego dziadkiem był nauczyciel i badacz meteorytów Franciszek Makólski, a kuzynem naukowiec Józef Makólski. 